# ヨハン・フリードリヒ (プファルツ＝ズルツバッハ＝ヒルポルトシュタイン公)

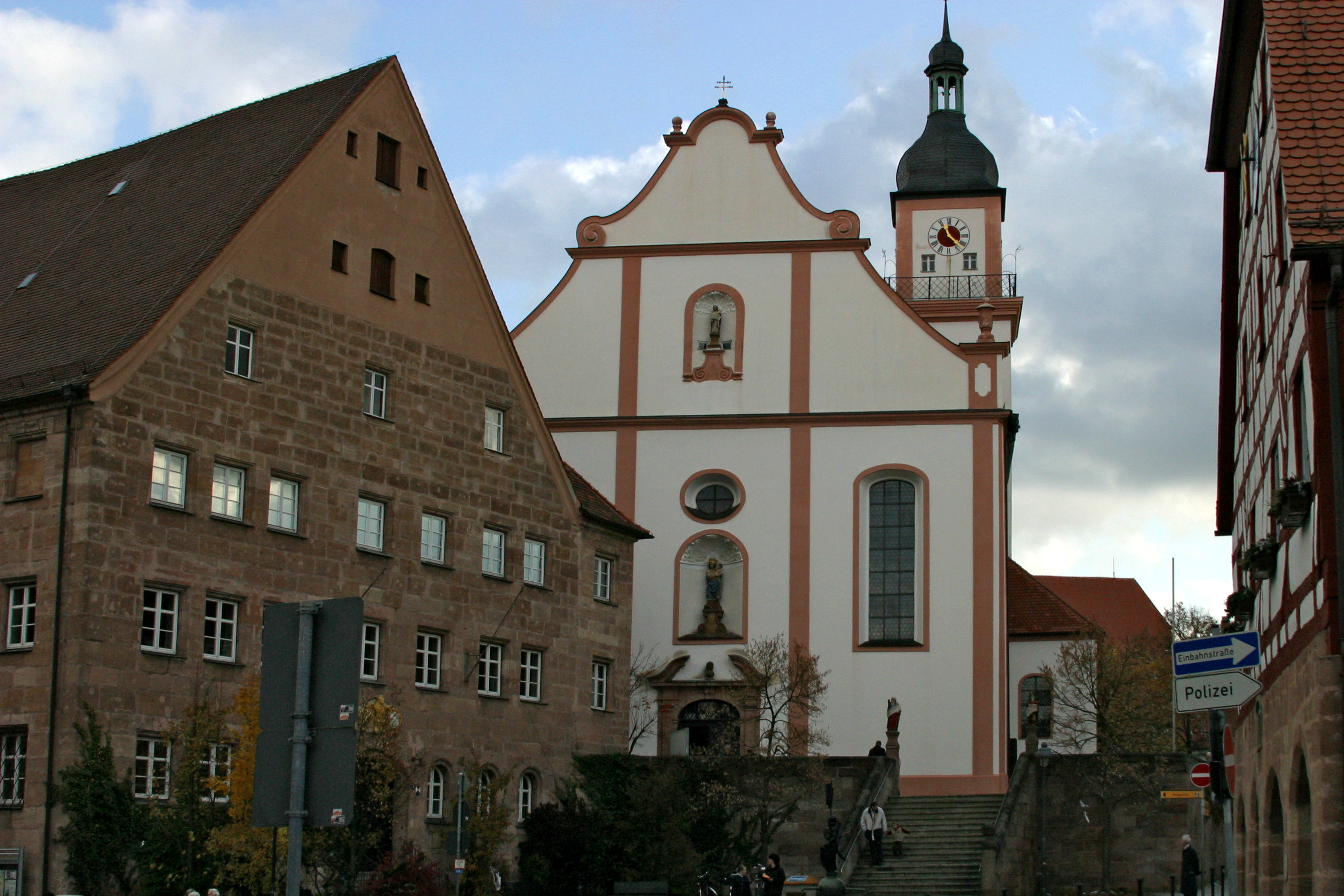
ヒルポルトシュタインのヨハン・フリードリヒの旧プファルツの邸宅（現在は地方裁判所）、および洗礼者聖ヨハネ教区教会（1473年から）。

ヨハン・フリードリヒ（ドイツ語：Johann Friedrich, 1587年8月23日 - 1644年10月19日）は、プファルツ＝ズルツバッハ＝ヒルポルトシュタイン公（在位：1614年 - 1644年）。

## 生涯
ヨハン・フリードリヒはプファルツ＝ノイブルク公フィリップ・ルートヴィヒと、ユーリヒ＝クレーフェ＝ベルク公ヴィルヘルム5世の娘アンナの末息子である。1614年に父フィリップ・ルートヴィヒが亡くなった後、長兄ヴォルフガング・ヴィルヘルムはヒルポルトシュタイン、ハイデックおよびアラースベルクを代理としてヨハン・フリードリヒに委ねなくてはならなかった。もう一人の兄アウグストはズルツバッハを得たが、主権は長兄ヴォルフガング・ヴィルヘルムに留保されたままであった。ヨハン・フリードリヒの強い抗議のもと、国内各地で対抗宗教改革が行われた。兄のアウグストと同様に、ヨハン・フリードリヒはルター派を貫き、ヴォルフガング・ヴィルヘルムから礼拝を受ける権利を与えられた。
ヨハン・フリードリヒは1619年からヒルポルトシュタインに居を構え、1624年にダルムシュタットでヘッセン＝ダルムシュタット方伯ルートヴィヒ5世の娘ゾフィー・アグネス（1604年 - 1664年）と結婚した。2人の間に生まれた8人の子供たちはいずれも3歳を超えて生きのびることができなかった。ヨハン・フリードリヒは1644年に後継者がいないまま死去し、ヒルポルトシュタインはプファルツ＝ノイブルクに再統合された。ヨハン・フリードリヒはラウインゲン・アン・デア・ドナウの聖マルティン教区教会に埋葬されている。

## 子女
- アンナ・ルイーゼ（1626年 - 1627年）
- マリー・マグダレーネ（1628年 - 1629年）
- フィリップ・ルートヴィヒ（1629年 - 1632年）
- ヨハン・フリードリヒ（1630年）
- 娘（1631年）
- マリー・エレオノーレ（1632年）
- ヨハンナ・ゾフィー（1635年 - 1636年）
- アンナ・マグダレーネ（1638年）